# Can't Say No
Can't Say No is de eerste single van de Engelse zanger Conor Maynard. Het nummer werd als eerste in België uitgebracht op 2 maart 2012, in Groot-Brittannië werd het pas op 15 april 2012 uitgebracht. Maynard bracht de videoclip op 1 maart uit, die in oktober de grens van 15 miljoen doorbrak. De single was op 28 april al 75.000 keer verkocht. Op 5 mei 2012 trad hij met dit nummer op bij de TRL Awards in Italië voor een publiek van 80.000 toeschouwers.

## Hitnoteringen

### VlaamseUltratop 50
| Positie: | 45 | 44 | 35 | 47 | 50 | uit |

## Tracklist

### Single
1. Can't Say No (Single)	  	3:14

### Promo - Digital Parlophone - (EMI)
1. Can't Say No (Album Version)	  	3:14
2. Can't Say No (Document One Remix)	  	3:59
3. Can't Say No (Document One Dub)	  	4:40
4. Can't Say No (Drums Of London Dub Remix)	  	3:54
5. Can't Say No (Drums Of London Extended Dub Remix)	  	5:11
6. Can't Say No (Drums Of London Extended Vocal Remix)	  	5:10
7. Can't Say No (Drums Of London Vocal Remix)	  	3:54
8. Can't Say No (Lazy Jay Future Retro Remix)	  	5:53
9. Can't Say No (Lazy Jay Remix)	  	5:53
10. Can't Say No (Coremix Instrumental)	  	5:53
11. Can't Say No (Radio Instrumental)	2:59